# Spirama indenta
Spirama indenta är en fjärilsart som beskrevs av George Francis Hampson 1891. Spirama indenta ingår i släktet Spirama och familjen nattflyn. Inga underarter finns listade i Catalogue of Life.